# Геология Гималаев
Гимала́и — крупный горный хребет протяжённостью 2400 км, простирающийся с востока на запад от Намджагбарвы в Тибете до Нангапарбата в Индии. Сформирован в результате продолжающихся до сих пор процессов горообразования, вызванных столкновением двух континентальных литосферных плит в эпоху Альпийской складчатости. Относится к Средиземноморскому складчатому поясу. Обладает рекордной скоростью роста (около 10 мм/год на Нангапарбате) и эрозии (2–12 мм/год). В Гималаях находится высочайшая вершина Земли — гора Эверест (8848 м).
Гималайско-Тибетский регион служит источником пресной воды для более чем одной пятой части населения Земли. Гималайские ледники — самые обширные из всех, что встречаются за пределами полярных регионов, что и дало Гималаям имя, переводящееся с санскрита как «обитель снега».

## Происхождение Гималаев
В течение позднего докембрия и палеозоя Индостан, граничивший на севере с Киммерией, являлся частью Гондваны и был отделён от Евразии Палеотетисом. В течение этого периода северная часть Индии оказалась под влиянием позднего этапа Пан-Африканской складчатости, которая отмечена различиями между ордовикскими континентальными конгломератами и базовыми кембрийскими морскими отложениями. Многочисленные гранитные интрузии возрастом от около 500 млн лет также отнесены к этому событию.
В начале карбона происходила ранняя стадия рифтогенеза между Индийским континентом и Киммерией. В начале пермского периода эта трещина переросла в океан Неотетис. Киммерия отошла от Гондваны к северу, в направлении Азии. Сегодня Иран, Афганистан и Тибет частично состоят из этих террейнов.
В норийском веке (210 млн лет назад) настал период крупного рифтообразования и раскола Гондваны на две части. Индийский континент вошел в состав Восточной Гондваны, вместе с Австралией и Антарктидой. Однако образование океанической коры произошло значительно позже, в Келловее (160–155 млн л. н.). Индийская плита откололась от Австралии и Антарктиды в начале мелового периода (130–125 млн лет назад), вместе с открытием «Южного» Индийского океана.
В верхнем мелу (84 млн л. н.) Индийская плита начала очень быстрое движение на север, покрыв расстояние около 6000 км[4]; океаническо-океаническая субдукция продолжалась до окончательного закрытия океанического бассейна, обдукции океанических офиолитов на Индию и начала континентально-континентального тектонического взаимодействия плит (65 млн л. н.) в центральных Гималаях[5]. Изменение относительной скорости между Индийской и Евразийской плитами из очень быстрой (18–19,5 см/год) до быстрой (4.5 см/год) произошло примерно 55 млн лет назад С тех пор наземный размер континентальной коры сжался до 2500 км, а Индия повернулась на 45° против часовой стрелки относительно северо-запада Гималаев[11] и до 10°–15° против часовой стрелки относительно северо-центральной части Непала[12].
В то время как большая часть океанической коры субдуцировала под тибетские блоки во время движения Индии на север, три основных механизма объясняют отсутствие 2500-километровой части континентальной коры Индии на севере. Первый механизм — это субдукция Индийской континентальной коры под Тибет. Второй — выдавливание Индией Индокитайского блока на своём пути. Третий предполагаемый механизм заключается в том, что большая часть (~1000 км или ~800 до ~1200 км[13]) 2500-километрового сокращения земной коры подверглась землетрясениям и деформировала Тибет.

## Крупные тектонические подразделения Гималаев
Гималаи классически разделены на четыре тектонических блока:
1. Южные Гималаи (Сивалик) образуют предгорья Гималаев и по существу состоят из молассных отложений, датирующихся Миоценом-Плейстоценом и образовавшихся в результате эрозии Гималаев. Эти моласские месторождения известны как формации Мурее и Сивалик. Южные Гималаи расположены вдоль Главного Фронтального Надвига (ГФН) над четвертичным аллювием, содержащем реки, истоки которых находятся в Гималаях (Ганг, Инд, Брахмапутра и другие), что свидетельствует о том, что в Гималаях по-прежнему происходит очень активный орогенез.
2. Малые Гималаи сформировывались в основном с позднего Протерозоя по ранний Кембрий из обломочной осадочной породы пассивной Индийской окраины, включающей гранитные и сульфидно-вулканические породы (1840 ±70 млн лет назад[12]). Малые Гималаи часто появляются в тектонических окнах (окна Киштвар или Ларджи-Кулу-Рампур).
3. Центрально-Гималайская территория, (ЦГТ) или Высокие Гималаи, формирует основной хребет Гималаев и окружает область высокого топографического рельефа. Она обычно делится на четыре зоны:
  1. Хрустальная последовательность Высоких Гималаев, ХПВГ — это хребет шириной до 30 километров, содержащий мета-осадочные породы, в которые включены Ордовикские (образованные 500 млн лет назад) и ранне-Миоценовые (22 млн лет назад) граниты. Хотя большинство мета-осадочных пород формировали ХПВГ с позднего Протерозоя по Кембрий, много молодых пород этого типа можно найти в других местах (Мезозойские в синклинали Танди и регионе Варвань, Пермские в разрезе Чулдо, Ордовикско-Карбоновые в области Сарчу). Сейчас принято говорить, что мета-осадочные породы ХПВГ представляют собой метаморфический эквивалент осадочных серий, формирующих основу Тетических Гималаев. Хрустальная Последовательность формирует большой тектонический покров, который уходит под Малые Гималаи.
  2. Тетические Гималаи (TГ) это 100-километровая синклиналь, сформированная сильно изогнутыми тонкими метаморфными осадочными сериями. Некоторые покровы, названные Северно-Гималайскими Покровами[13], часто описываются вместе с этим отделом. Стратиграфический анализ этих осадочных полей показывает всю геологическую историю северной окраины Индийского субконтинента от его Гондванской эволюции до столкновения плиты с Азией. Прогрессирует перемещение между основными нижними наносами Тетических Гималаев и высокими наносами ХПВГ. Но во многих местах Гималайского пояса это перемещение отмечено большой структурой, Центрально-Гималайской Отделительной Системой, которая постоянно расширяется и уплотняется.
  3. Метаморфический Купол Ньималинг-Цоморари, МКНЦ: В регионе Ладакх, Тетические Гималаи постепенно переходят в купол, состоящий из зелёного сланца и эклогитных метаморфических пород. Как и с Хрустальной Последовательностью, эти мета-осадочные породы представляют из себя метаморфический эквивалент наносов, основывающих Тетические Гималаи. Докембрийская формация Пхе также пронизана Ордовикскими (480 млн лет назад[14]) гранитами.
  4. Отделы Ламаюру и Маркха сформированы флишем и олистолитными отложениями в турбидитной среде в северной части Индийского континентального наклона и в примыкающем бассейне Неотетиса. Эти наносы датируются Поздней Пермью-Эоценом.
4. Индская Соединительная Зона (ИСЗ) (Соединительная Зона Инд-Ярлунг-Цанпо) — зона столкновения между Индийской плитой и Ладакхскими батолитами на севере. Эта зона сформирована:

- Офиолитовыми меланжами, которые состоят из флиша и офиолитов океанической коры Неотетиса;
- Драсскими вулканитами, которые были реликтами от позднего Юрского до позднего Мелового периодов вулканической островной дуги и включающими базальты, дациты, вулканокластиты, подушечную лаву и мелких радиоляриты;
- Индской молассой, которая является континентальной обломочной породой (с редкими прослойками морских отложений с наносами морской воды), содержащей конус выноса, русловую многорукавность и озёрные отложения, находящиеся в основном в Ладакхских батолитах, а также в соединительной зоне и Тетических Гималаях. Эта моласса является постколлизионной и, таким образом, датируется Эоценом. Индская Соединительная Зона представляет собой северную границу Гималаев. Дальше на север — это так называемый Гандисышань, или, более локально, Ладакхские батолиты, что соответствует, по существу, активной окраине Андского типа. Широко распространённый вулканизм в этой вулканической дуге был вызван плавлением мантии в основе тибетского блока, вызванным дегидратацией погружающейся океанической коры.